# Метрополитен на Рио де Жанейро
Метрополитен на Рио де Жанееро (на португалски: Metropolitano do Rio de Janeiro, MetrôRio) е метросистемата, обслужваща бразилския град Рио де Жанейро.
Администрира се от компанията „Companhia do Metropolitano do Rio de Janeiro“ (Компания на метрополитена на Рио де Жанейро). С общата дължина на метролиниите от 58 km и 41 станции метрото на Рио де Жанейро е 2-рото метро в Бразилия след метрополитена на Сао Пауло.
Метросистемата на Рио де Жанейро се състои от 3 линии:
- Линия 1 (Оранжева – свързва центъра на града с туристическите райони в южната зона на Рио де Женаейро и няколко квартала в северната зона, като трасето ѝ е изцяло под земята;
- Линия 2 (Зелена) – обслужва работническите квартали в северната част на града и е почти изцяло наземна.
- Линия 4 (Жълта) – пускането ѝ е през 2016 г., свързва квартала Бара да Тижука с Ипамена.

Строежът на метрото в Рио де Жанейро започва на 23 юни 1970 г., като първата копка е направена в Жардим да Глория. Първата отсечка от Линия 1 – между станциите Праса Онзе и Глория – е въведена в експлоатация през март 1979 г. Тогава са отворени общо 5 метростанции – Праса Онзе, Сентрал, Президенте Варгас, Синеландия и Глория, между които се придвижват 4 мотриси с по 4 вагона. За първите 10 дни метрото превозва половин милион пътници – по 60 хиляди на ден. През януари 1981 г. е завършена станцията Кариока, която се намира в самия бизнес център на града, днес е най-натоварената метростанция в града, като на ден през нея преминават около 11 хиляди пътници. През 1984 г. започва експлоатацията и на втората линия на метрото, от която първоначално са отворени 2 метростанции – Сао Крищовао и Маракана, между които първоначално се придвижват 5 мотриси.
Разширяването на метрото и отварянето на нови метростанции продължава и през следващите 2 десетилетия. През 1998 г. метрото достига до квартал Копакабана, където е открита метростанцията Кардел Арковерде, а втората метростанция в този район Сикейра Кампош – през 2003 г.
През 2009 г. е завършен участъкът, свързващ метростанциите Сао Крищовао и Естасио – т.нар. Линия 1А, с което двете линии на метрото са интегрирани в обща система.